# Villa Ballester
Villa Ballester je město v provincii Buenos Aires v Argentině. Je součástí okresu (partido) General San Martín. Nachází se severozápadně od Buenos Aires a je součástí aglomerace Velkého Buenos Aires.

## Dějiny
V roce 1889 byla otevřena místní železniční stanice a Pedro Ballester zahájil výstavbu města.